# Svenljunga
Svenljunga – miejscowość (tätort) w Szwecji, w regionie administracyjnym (län) Västra Götaland, w gminie Svenljunga.
Według danych Szwedzkiego Urzędu Statystycznego liczba ludności wyniosła: 3592 (31 grudnia 2015), 3713 (31 grudnia 2018) i 3730 (31 grudnia 2019).

## Geografia
Miejscowość położona jest w południowej części prowincji historycznej (landskap) Västergötland nad rzeką Ätran, ok. 34 km na południe od Borås.

## Historia
Nazwa miejscowości (w formie Swinalyongha) została po raz pierwszy wymieniona w 1427 r. Już od wczesnego średniowiecza krzyżował się tam szlak handlowy wiodący od wybrzeża Hallandu wzdłuż koryta rzeki Ätran w kierunku Falköping i dalej w głąb Szwecji ze szlakiem pomiędzy Jönköping a rejonem współczesnego Göteborga. Obszar ten do 1645 r., kiedy zawarto traktat w Brömsebro, stanowił rejon pogranicza szwedzko-duńskiego. Kilka kilometrów na południe od Svenljunga znajdowały się szwedzkie umocnienia graniczne.
W 2 poł. XIX w. nastąpił rozwój gospodarczy bogatych w lasy okolic Svenljunga. W 1885 r. zbudowano linię kolejową Borås – Svenljunga (Kindsbanan), co zdecydowanie ułatwiło transport pozyskiwanego tam drewna. Linię zamknięto jednak już na przełomie 1902/1903 r.
W 1945 r. Svenljunga uzyskała status köping. Miejscowość liczyła wówczas 2296 mieszkańców. Po reformie administracyjnej 1971 r. i wprowadzeniu jednolitego typu gminy, Svenljunga köping weszło w skład współczesnej gminy Svenljunga (Svenljunga kommun).

## Gospodarka
W Svenljunga ma swoją siedzibę firma Blåkläder AB, zajmującą się m.in. produkcją i dystrybucją odzieży ochronnej i roboczej.